# المريس (العدين)

تعديل مصدري - تعديل

المريس محلة تابعة لقرية الظهار، التابعة لعزلة الجبلين بمديرية العدين إحدى مديريات محافظة إب في الجمهورية اليمنية.، بلغ تعداد سكانها 138 حسب تعداد اليمن لعام 2004.